# Kabinett Motzfeldt V
Das Kabinett Motzfeldt V war die fünfte Regierung Grönlands.

## Entstehung
Nach knapp einem Jahr kam es im Mai 1988 wieder einmal zu Streitigkeiten zwischen Siumut und Inuit Ataqatigiit. Dieses Mal gab es Uneinigkeiten in Angelegenheiten bezüglich des Uranabbaus in Grönland und einer eventuellen NATO-Mitgliedschaft. Wenig später rief Premierminister Jonathan Motzfeldt eine Parlamentssitzung für den 7. Juni ein, an dem ein neues Kabinett erarbeitet werden sollte, da die Atassut und die Issittup Partiia der Siumut die Unterstützung einer Minderheitsregierung zugesagt hatten. Am 8. Juni wurden die neuen Regierungsmitglieder schließlich bekanntgegeben, die mit 23 von 27 Stimmen gewählt wurden, nur abgelehnt von der Inuit Ataqatigiit. Die Zahl der Minister wurde auf fünf reduziert.
Kurz vor Ende der Legislaturperiode trat Jens Lyberth am 1. Februar 1991 zurück, um Direktor bei KNR zu werden. Jonathan Motzfeldt übernahm sein Ministerium für die letzten sechs Wochen.

## Kabinett
| Minister                    | Ministerium                                          | Anmerkung               |
| --------------------------- | ---------------------------------------------------- | ----------------------- |
| Jonathan Motzfeldt (Siumut) | Premierminister                                      | bis zum 1. Februar 1991 |
| Jonathan Motzfeldt (Siumut) | Premierminister und Kultur, Bildung und Arbeitsmarkt | ab dem 1. Februar 1991  |
| Emil Abelsen (Siumut)       | Wirtschaft, Handel und Verkehr                       |                         |
| Kaj Egede (Siumut)          | Fischerei, Industrie und Außendistrikte              |                         |
| Jens Lyberth (Siumut)       | Kultur, Bildung und Arbeitsmarkt                     | bis zum 1. Februar 1991 |
| Moses Olsen (Siumut)        | Soziales und Wohnungswesen                           |                         |